# الذاري (يريم)

تعديل مصدري - تعديل

الذاري هي إحدى قرى عزلة ارياب بمديرية يريم التابعة لمحافظة إب، بلغ تعداد سكانها 80 نسمة حسب تعداد اليمن لعام 2004.